# МТУ-55
МТУ-55 (МТ-55А) — советский бронированный танковый мостоукладчик. Разработан на базе среднего танка Т-55.

## История создания
Разрабатывался на замену танкового мостоукладчика МТУ-20. Является совместной разработкой СССР, ЧССР и ГДР для унификации и использования странами «Варшавского договора».

## Серийное производство
Серийно на территории СССР танковый мостоукладчик МТУ-55 производился с 1962 года на Уралвагонзаводе.

## Описание конструкции
Мостоукладчик МТУ-55 создан на базе среднего танка Т-55, имеет пролётное строение. При транспортировке складывается по длине по схеме «ножницы».
Ширина перекрываемого препятствия — 16 метров. Время установки моста — до 3 минут. Однако существенным преимуществом является возможность соединения двух и более мостов. Укладка моста может производиться при дифференте до 15°. Кроме того, МТУ-55 может производить укладку моста находясь под водой.

## Операторы
- Страны варшавского договора — перешли к образовавшимся после распада государствам
- Ирак — находился на вооружении Иракской армии по состоянию на 2002 год[3]
- Индия — некоторое количество МТУ-55А, по состоянию на 2016 год[4]
- Россия — некоторое количество МТУ-55А, по состоянию на 2016 год[5]
- Сербия — некоторое количество МТУ-55, по состоянию на 2016 год[6]
- Словакия — некоторое количество МТУ-55 и МТУ-55А, по состоянию на 2016 год[7]
- Сирия — использовался в Войне судного дня[8]
- Хорватия — 3 единицы МТУ-55А, по состоянию на 2016 год[9]
- Чехия — 3 единицы МТУ-55А на хранении, по состоянию на 2016 год[10]
- Шри-Ланка — 2 единицы МТУ-55, по состоянию на 2016 год[11]

## Служба и боевое применение

### Боевое применение
1. Война судного дня[8]

## Сохранившиеся экземпляры
- Беларусь — 1 МТУ-55 находится в Историко-культурном комплексе «Линия Сталина» около деревни Лошаны.
- Израиль — 1 МТУ-55 находится в музее Yad La-Shiryon в Латруне.
- Германия — 1 BLG-60M2 находится в Военно-историческом музее в Дрездене.
- Россия — 1 МТУ-55 находится в техническом музее ОАО «АВТОВАЗ» в Тольятти.

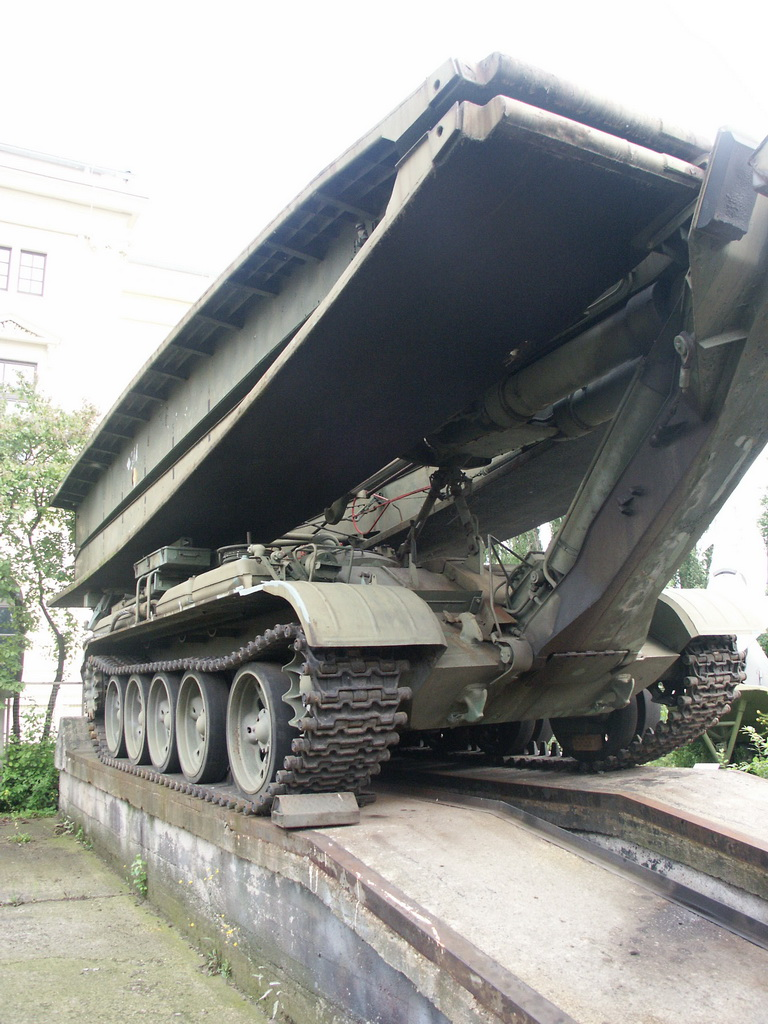
BLG-60M2 в Военно-историческом музее в Дрездене.
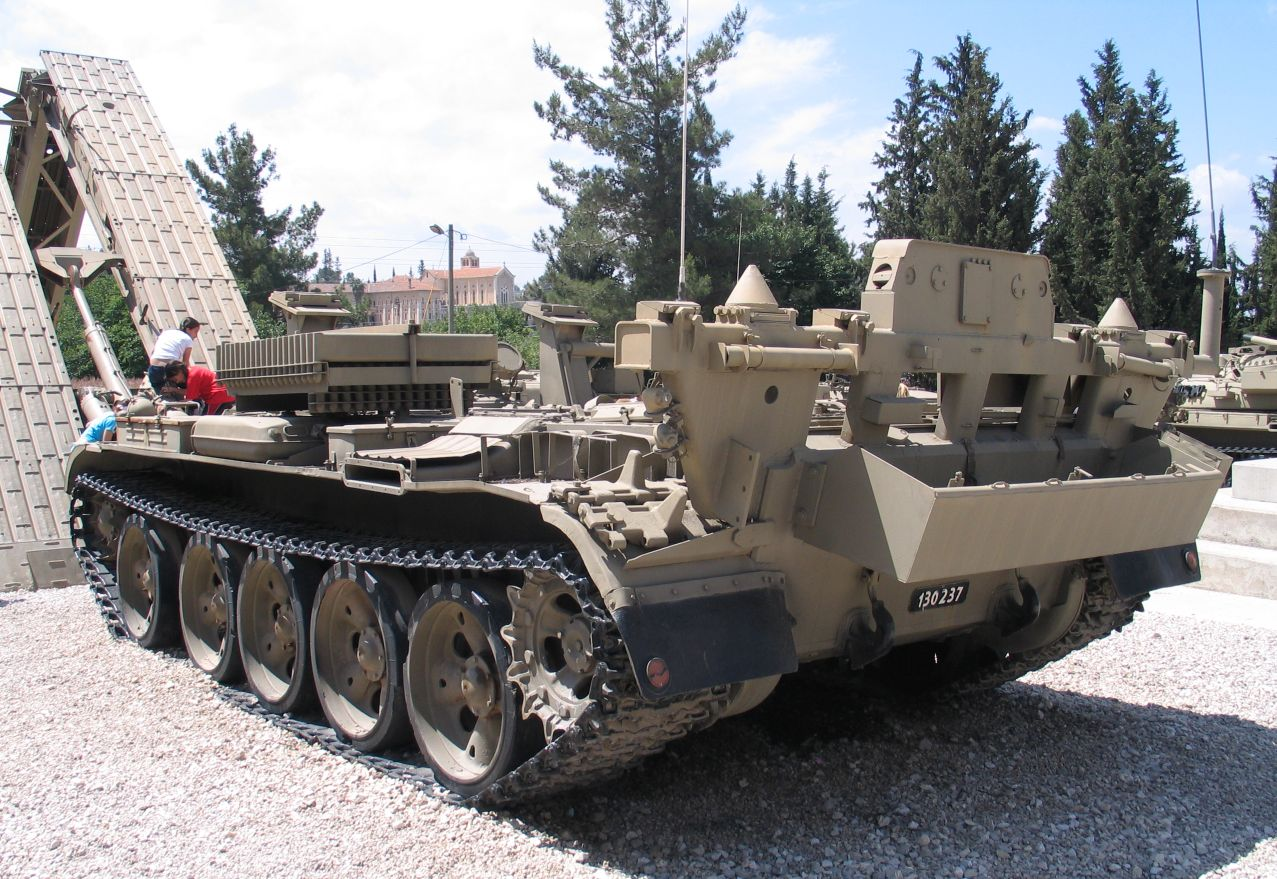
МТУ-55  в музее Yad La-Shiryon в Латруне.